# Gotovuša (Štrpce)
Pour les articles homonymes, voir Gotovuša.
Gotovuša en serbe latin et Gotovushë en albanais (en serbe cyrillique : Готовуша ; autre nom albanais : Gëtovushë) est une localité du Kosovo située dans la commune/municipalité de Štrpce/Shtërpcë, district de Ferizaj/Uroševac (Kosovo) ou district de Kosovo (Serbie). Selon le recensement kosovar de 2011, elle compte 445 habitants, tous serbes.

## Histoire
Gotovuša/Gotovushë est mentionnée pour la première fois dans le recensement turc de 1455 ; à cette époque, le village comptait 64 maisons serbes, dont celle du pope. L'église Saint-Nicolas, construite au XVIe siècle, abrite des fresques peintes dans les années 1560 ; en raison de son importance, elle est inscrite sur la liste des monuments culturels d'importance exceptionnelle de la république de Serbie et sur la liste des monuments culturels du Kosovo.

## Démographie

### Évolution historique de la population dans la localité
| 1948 | 1953 | 1961 | 1971 | 1981 | 1991 | 2011 |
| ---- | ---- | ---- | ---- | ---- | ---- | ---- |
| 697  | 779  | 839  | 906  | 985  | 986  | 445  |

|  |